# RIFT
RIFT (укр. Розлом) — масова багатокористувальницька онлайнова рольова гра (MMORPG) в стилі фентезі від Trion World Network. Дія гри відбувається в вигаданому всесвіті Телара, якому загрожують розломи між іншими світами. Трейлер гри був вперше показаний на Electronic Entertainment Expo в кінці травня 2009 року. Вийшла RIFT 1 березня 2011 року. З 12 червня 2013 гра перейшла на модель free-to-play для американської та європейської версій.

## Ігровий процес
Гравець виступає в ролі одного із Вознесених — воїнів, повернених богами Телари до життя для захисту світу. Ігровий процес зосереджений на протистоянні впливу Розломів у плани різних стихій. Щоб закрити Розлом, слід відбити кілька хвиль істот, які з нього нападають. Після цього Розлом закривається і зникає, а гравці отримують нагороди, відповідно до розмірів Розлому і своєї вправності. Незакритий Розлоом сам зникне з часом, але замість нього може з'явитися Опорний пункт і локація опиниться під загрозою захоплення. також території мажуть завоювати бійці протиборчих фракцій. Гравцям доступні також PvP-битви (гравець проти гравця).
В ході гри можна знайти душі колишній воїнів, з допомогою яких отримати нові здібності. Гравець може комбінувати різні душі, вкладати в них очки, отримуючи нові вміння та посилюючи існуючі. Одночасно можуть бути активні 3 душі.
Гравець може вивчити три професії, які в загальному поділяються на добувні й виробничі. Всі професії вивчаються у спеціальних тренерів та вимагають робочого місця, яке можна знайти в містах і великих таборах. При наборі необхідної кількості очок навички гравець може підвищити у тренера свою майстерність, що дозволить виготовляти речі більш високого рівня.

## Світ гри
Світ гри носить назву Телара. Його було створено богами з праматерії між планами елементів (життя, смерть, повітря, вогонь, вода і земля). Боги, Тедеор — бог меча і відваги, Тавріль — богиня землі і природи, Тонтік — бог подорожей і відкриттів, Маріель-Таун — богиня любові і співчуття та Баральт — бог ремесла, матеріалізували енергії планів, створивши з них все у світі, включаючи різні мислячі раси. Проте в надрах Телари залишилися поклади праматерії, до якої була жадібна сутність Кривава Буря, що подорожувала всесвітом.
Кривава Буря, виявивши Телару, набула форми драконів і напала на світ. Один із драконів на ім'я Регулос прагнув не просто заволодіти рудою, а знищити Телару. В результаті між драконами почалася ворожнеча, тоді як народи Телари і боги об'єдналися й прогнали драконів в інші виміри.
Боги для захисту Телари побудувавши навколо неї Бар'єр та вирушили займатися іншими справами. Однак у битві зі своїм братом Зарефом на король Едраксіс пошкодив Бар'єр Телари своїми військовими машинами. Це впустило у світ енергію Регулоса та породило Розломи між Теларою і планами елементів. Їх енергії спотворюють землю й істот, що знаходяться в зоні дії Розлому. Ніхто не може передбачити коли і де наступного разу відкриється Розлом, і якої сили він буде. Дві ворогуючі фракції — Хранителі (Матошійці, Ельфи і Дворфи) і Відступники (Бахмі, Келарі та Етхі) — борються із наслідками Розломів, при цьому конкуруючи між собою, оскільки кожна фракція вважає свої методи єдино правильними.
Хранителі вірять, що п'ятеро богів обрали найкращих зі своїх послідовників, щоб захищати Телару від Регулоса та Відступників, котрі допомагають його планам своїми машинами. Крім бажання захистити світ, вони прагнуть спокутати гріхи предків, які порушили бар'єр Телари.
Відступники ж відкидають поклоніння богам і шукають інші засоби врятувати Телару. Вони послуговуються технологіями і магією. Хранителів Відступники вважають фанатиками, не здатними осягнути користь технології. Під проводом свого бойового лідера Аші Катар, Відступники, поєднуючи магію, техніку і бойові мистецтва, намагаються захистити Телару від повернення Кривавої Бурі й Хранителів.

### Ігрові раси
Матошійці — людська раса, створена спільними зусиллями богів. За підтримки Ельфів вони створили найбільшу імперію в Теларі — Матошію. Матошійці цінують честь, віру, відданість і працю. Однак король Едраксіс забороненою магією прорвав Бар'єр Телари, спричинивши численні лиха.
Ельфи — обрані богами слідкувати за землею і лісами, Ельфи вирізняються мудрістю, довголіттям, близькістю до природи і вмінням чаклувати. За час існування раси Ельфи розкололися на кілька народів: Вищі, Келари і Вознесені.
Дворфи — згідно легенд, це колишні духи, що допомагали богу Баральту будувати Телару. Тому Дворфи є вмілими ремісниками та будівельниками, чим допомагають іншим расам. Після втрати своєї батьківщин Дворфи живуть серед інших рас, особливо допомагаючи Хранителям.
Бахмі — нащадки жителів плану повітря Шаластірі, котрі прийшли в Телару у часи нападу Кривавої Бурі. Вони допомагали жителям Телари в боротьбі з драконами, але після того не змогли повернутися в свій план та оселилися в далеких каньйонах. Бахмі цінують доблесть, взаємодопомогу і служіння своєму племені. Вони славетні виробництвом зброї і бойовими мистецтвами.
Келірі — ті з Ельфів, хто сприйняли обов'язок захисту природи як тягар. В ході війни з побратимами, Келарі заснували окремий народ. Вони відомі гординею і незалежністю. Келарі беруть силу від духів і використовують магічну силу в боротьбі проти зла.
Етхі — пустельні люди, котрі цінують розум і технології. Вони навчилися виживати в пісках, використовуючи магію і спостережливість. Попри заборону богів, Етхі використовують праматеріальну руду як паливо своїх машин. Вони відкидають віру в богів, розвиваючи науки і мистецтва.